# Neptis albicans
Neptis albicans är en fjärilsart som beskrevs av Charles Oberthür. Neptis albicans ingår i släktet Neptis och familjen praktfjärilar. Inga underarter finns listade i Catalogue of Life.